# Nybarok
Nybarok bruges ofte som betegnelse for en arkitektonisk stilperiode i Danmark i tidsrummet ca. 1905 til 1920, hvor nationalromantikkens interesse for ægte, regionale materialer og massevirkninger blev kombineret med inspiration fra 16- og 1700-tallets barokstil. Den var sameksisterende med, og ofte en del af, Bedre Byggeskik-stilen, og kan ogå opfattes som en afart af nationalromantikken.
Kendte udøvere af stilen var Einar Ambt, Axel Berg, Carl Brummer, Thorvald Gundestrup, Carl Harild, Niels Jacobsen, Gunnar Laage, Christian Mandrup-Poulsen, Albert Oppenheim, Hother A. Paludan, Ulrik Plesner, Axel Preisler, Daniel Rasmussen, Svend Sinding, Gotfred Tvede, Søren Vig-Nielsen og Heinrich Wenck.

## Eksempler på værker
- Domus Medica (tidligere Det Plessenske Palæ) (1901-06)
- Foreningen af Fabrikanter i Jernindustrien i Københavns tidligere bygning (1903-04)
- Kgl. Brands tidligere bygning (1905-06)
- Korsør gamle Banegård og Toldkammer (1905-06)
- Det Danske Gaskompagnis tidligere bygning (1907)
- Vemmetofte (1907-09)
- Søværnets Kaserne (1908-10)
- Aalborg Posthus (1908-10)
- Holbæk Rådhus (1909-11)
- Centralpostbygningen i København (1909-12)
- Henriksholm (1911)
- Horsens Toldkammer, nu Bestseller (1911-13)
- Løndal (1911-14)
- Slagelse Kaserne (1912-13)
- Vordingborg Kaserne (1912-14)
- Generalkommandoen (Viborg) (1913)
- Marselisborg Hospital (1913)
- Ringsted Kaserne (1913-14)
- Odense Banegård (1913-14, nedlagt)
- Odense Teater (1913-14)
- Kjellerup Sygehus (1914, nedlagt)
- Institut Sankt Joseph (1914-15)
- Dansk Landbrugsmuseum, Kongevejen 79, Kongens Lyngby (1915)
- Egelund Slot (1915-17)
- FOAs hovedsæde (tidligere Teknologisk Institut) (1915-18, 1926-27)
- Gjeddesdal (1916-18)
- Københavns Militærhospital (1916-24)
- Glostrup Station (1918)
- Deloitte-huset (1919-20)
- Vestre Landsret (1919-20)
- Aarhus Godsbanegård (1920-22)
- Den Franske Skole (1923-24, nedrevet)
- Nordisk Insulinlaboratorium, Gentofte (1927), nu Novo Nordisk

## Galleri
- Det tidligere Teknologisk Institut, nu FOA (1915-18 af Svend Sinding og 1926-27 af Gotfred Tvede)
- Portbygning til Frederiksberg Hospital (1915 af Gunnar Laage)
- Institut Sankt Joseph (1914-15 og 1928 af Christian Mandrup-Poulsen)
- Generalkommandoen (1913-14 af Søren Vig-Nielsen)

| Arkitektur | Spire Denne arkitekturartikel er en spire som bør udbygges. Du er velkommen til at hjælpe Wikipedia ved at udvide den. |